# Municipio de San Juan del Río (Oaxaca)
San Juan del Río es uno de los 570 municipios que conforman al estado mexicano de Oaxaca. Pertenece al distrito de Tlacolula, dentro de la región valles centrales. Su cabecera es la localidad de San Juan del Río.

## Geografía
El municipio abarca 68.29 km² y se encuentra a una altitud promedio de 1100 m s. n. m., oscilando entre 1000 y 2600 m s. n. m.

## Demografía
De acuerdo al último censo, realizado por el INEGI en 2010, en el municipio habitan 1231 personas, repartidas entre 2 localidades.

## Política
San Juan del Río se rige por el sistema de usos y costumbres, celebrando elecciones cada dos años. Es el único municipio del estado que realiza comicios en este plazo.